# OpenCorporates
OpenCorporates is een grote open dataset van bedrijfsinformatie onder Open Database License.
De website is opgericht in 2010 door Chris Taggart en Rob McKinnon en staat onder de auspiciën van hun bedrijf Chrinon. Deze site is een winnaar van de ODI open data award 2015.
Er is een directe toegang tot de gegevens via een open API (Application programming interface).
Neelie Kroes, vicepresident van de Europese Commissie, zei over deze website: "This is the kind of resource the (Digital) Single Market needs."

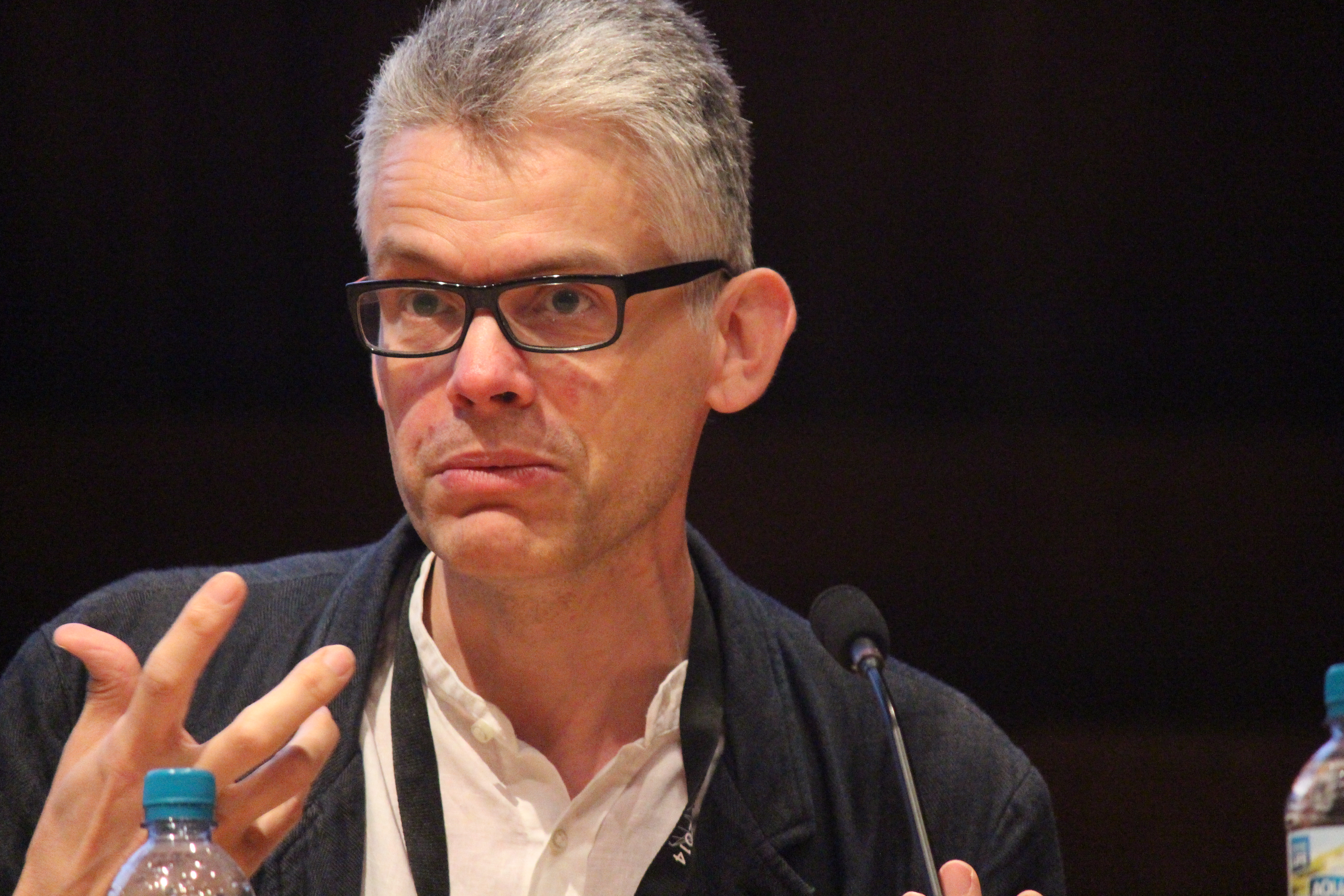
Chris Taggart, mede-oprichter van OpenCorporates in 2014